# Michael Tarver
Tyrone Evans, meglio conosciuto con il ring name Michael Tarver (Akron, 8 marzo 1977), è un wrestler statunitense, noto per i suoi trascorsi nella WWE tra il 2010 e il 2011.

## Carriera

### Circuito indipendente (2005–2008)
Micheal Tarver debutta nel mondo del wrestling nella Pro Wrestling Xpress il 19 febbraio 2005 sotto il suo vero nome, battendo Brandon X in un Burgh Brawl match. Poco dopo il suo debutto, batte Daron Smythe per il Territory's Brass Knuckles Championship il 2 aprile 2005, conquistando il titolo. Smythe tentò la rivincita, ma perse anche il rematch il 16 aprile. Poco tempo dopo, Evans inizia un feud con Scott Venom, che si risolve con la vittoria di Micheal il 14 maggio che mantiene il titolo. Dopo due settimane, viene disputato un rematch per il titolo che si risolve nuovamente a favore di Evans in un match senza squalifiche. L'11 giugno 2005, Evans perde il Brass Knuckles Championship a favore di Venom.
Dopo aver perso il titolo, Evans sfida Brandon K per il Territory's Heavyweight Championship l'8 settembre 2005 ma non riesce a vincere.

### Florida Championship Wrestling (2008–2010)
Tyrone Evans continua la sua carriera nel circuito indipendente tra 2006 e il 2007. In seguito, sigla un contratto di sviluppo con la WWE e fa il suo debutto in Florida Championship Wrestling il 3 maggio 2008 perdendo contro Atlas DaBone.
il 25 settembre Evans cambia il suo ring name in Tyson Jones poi cambiato ancora in Tyson Tarver. Si aggrega al team dei Saxton Conglomerate, una squadra composta da Black Pain, Lawrence Knight e il capo Byron Saxton. Tarver combatte il suo primo match con la Conglomerate il 30 ottobre 2008, dove lui, Pain e Drew McIntyre perdono contro Johnny Prime, Kafu e Kizarny.
Johnny Prime inizia un feud con l'intera Conglomerate e il 16 dicembre, Tarver e Saxton perdono contro Prime e Ralph Mosca. La Conglomerate si scioglierà presto a causa degli insuccessi. Dopo lo scioglimento, Tarver, insieme a O'Neal e Knight battono Brett DiBiase, Maverick Darsow e Tank Mulligan il 13 febbraio 2009.
Dopo un breve feud con Skip Sheffield nel novembre 2009, Tarver mira al Florida Heavyweight Championship nel 2010 (poco prima di essere trasferito ad NXT), ma perde per ben 2 volte contro il campione in carica Justin Gabriel. Il 3 giugno 2010, i rappresentanti di NXT Season 1 (Skip Sheffield, David Otunga, Michael Tarver & Heath Slater) sconfiggono quelli di NXT Season 2 (Eli Cottonwood, Husky Harris, Percy Watson & Lucky Cannon) in un 8-man tag team match.
Torna il 9 dicembre in FCW, sconfiggendo Donny Marlow. Il 23 gennaio 2011, sconfigge ad un match singolo Big E.Langston. Il 12 febbraio, ha la meglio su Mike Dalton. Nei tapings FCW del 28 aprile, perde contro Xavier Woods. Poco dopo il match, viene riportato che Michael Tarver, durante il match, ha subito un infortunio al collo ed è probabile che stia per un po' fuori dalle scene.

### World Wrestling Entertainment (2010–2011)
Viene così trasferito a NXT, con Carlito come mentore. Fa il suo debutto il 23 febbraio perdendo un tag team match in coppia con Carlito contro Heath Slater & Christian. Nella puntata di NXT del 16 marzo, viene sconfitto da Heath Slater in un match singolo mentre la settimana successiva, in coppia con Daniel Bryan, viene sconfitto da David Otunga & Darren Young. Il 30 marzo, gli esordienti di NXT partecipano ad una battle royal che avrebbe decretato il rookie che sarebbe stato Guest Host di Raw la settimana successiva. La battle royal viene vinta da David Otunga con Tarver che viene eliminato per quarto da Daniel Bryan. Nella puntata di SmackDown! del 2 aprile, Kane si dice annoiato e sfida gli 8 rookies di NXT in un 8 on 1 handicap match che viene vinto dal Big Red Monster per squalifica. A NXT, il 6 aprile, viene sconfitto da Justin Gabriel. Il 20 aprile, partecipa ad un triple treath match contro Skip Sheffield e Darren Young dove a vincere è quest'ultimo che schiena proprio Tarver. Il 10 maggio, a Raw, i rookies di NXT sconfiggono in un 8 on 4 handicap match Santino Marella, Goldust, John Morrison e Yoshi Tatsu.
Tarver, insieme agli altri membri della prima stagione di NXT, riceve un contratto a Raw il 21 giugno. Sotto il nome di Nexus, i 7 della prima stagione di NXT attaccano superstar della WWE come John Cena, Chris Jericho, Edge, Mark Henry, The Great Khali, membri del management come Justin Roberts, Matt Striker e Vince McMahon e addirittura leggende come Ricky "The Dragon" Steamboat. In una puntata di Raw, i 7 del Nexus vincono un 7 on 1 handicap match contro John Cena e in un'altra occasione un 7-man elimination tag team match contro Mark Henry, Goldust, Yoshi Tatsu, Harry Smith, Tyson Kidd, Jerry Lawler e Evan Bourne, con Tarver che riesce ad eliminare Yoshi Tatsu. A Summerslam, i sette del Nexus affronteranno un team composto dalle maggiori superstar della World Wrestling Entertainment. A SummerSlam il Team WWE sconfigge la Nexus con Tarver che viene eliminato per secondo da John Morrison con la Starship-Pain. Nella puntata di Raw del 16 agosto, ogni singolo membro dei Nexus deve combattere contro un membro a scelta del Team WWE: la stipulazione decisa è che se un qualunque membro dei Nexus dovesse perdere, dovrà lasciare la stable. Tarver ha un match contro Daniel Bryan, e riesce a vincere, grazie a The Miz che distrae Bryan consentendo a Tarver di effettuare il roll-up vincente. Così facendo, Tarver rimane nei Nexus. Nella puntata di Raw del 4 ottobre, Michael Tarver perde un tag team match con John Cena contro Evan Bourne e Mark Henry. Poco dopo Wade Barrett dice di volersi sbarazzare di lui, sostituendolo probabilmente con un membro della seconda stagione di WWE NXT.
Il 13 giugno 2011 Michael Tarver viene rilasciato dalla WWE.

## Personaggio

### Mosse finali
- Kill Shot (KO Punch)
- Tarver's Lightning (Reverse thrown scoop powerslam)

### Soprannomi
- The Iron
- Mr. 1.9
- The New Danger
- The Panther
- The Upgrade

## Titoli e riconoscimenti
Pro Wrestling Xpress
- PWX Brass Knuckles Championship (2)

Main Event Wrestling League
- MEWL Heavyweight Championship (1)

Florida Underground Wrestling
- FUW Bruiserweight Championship (1)

Pro Wrestling Illustrated
- Feud of the Year (2010) – Nexus vs. WWE
- Most Hated Wrestler of The Year (2010) - come membro del Nexus
- 132º tra i 500 migliori wrestler singoli nella PWI 500 (2011)

WWE
- Slammy Awards (1)
  - Shocker of the Year (2010) – Debutto del Nexus